# Ліхтенфельс (Гессен)
Ліхтенфельс (нім. Lichtenfels) — місто в Німеччині, знаходиться в землі Гессен. Підпорядковується адміністративному округу Кассель. Входить до складу району Вальдек-Франкенберг.
Площа — 96,73 км2. Населення становить 4093 ос. (станом на 31 грудня 2020).